# Warnsdorf (Halenbeck-Rohlsdorf)
Warnsdorf ist ein bewohnter Gemeindeteil der Gemeinde Halenbeck-Rohlsdorf des Amtes Meyenburg im Landkreis Prignitz in Brandenburg.

## Geographie
Der Ort liegt sechs Kilometer südsüdöstlich von Meyenburg. Die Nachbarorte sind Schmolde im Norden, Freyenstein im Nordosten, Ausbau im Osten, Halenbeck im Südosten, Rohlsdorf im Süden, Brügge im Südwesten, Brügge-Ausbau im Westen sowie Penzlin-Süd, Ziegelei und Penzlin im Nordwesten. Im Gemeindegebiet liegen die Warnsdorfer Höhen mit 153,9 Meter ü. NHN.

## Geschichte
Die erste schriftliche Erwähnung des Ortes stammt aus dem Jahr 1325. Darin wurde er unter der Bezeichnung Wernerstorp verzeichnet.